# Elsa Lanchester
Elsa Lanchester (Lewisham (London), 28 oktober 1902 - Woodland Hills (Los Angeles), 26 december 1986) was een Britse actrice.

## Levensloop en carrière
Lanchester werd geboren in Lewisham. Ze speelde bij aanvang van haar carrière kleine rollen. In 1927 ontmoette ze acteur Charles Laughton, met wie ze twee jaar later trouwde. In 1933 speelde ze naast haar echtgenoot in The Private Life of Henry VIII. In Bride of Frankenstein uit 1935 speelde ze haar eerste hoofdrol. Verder speelde ze vooral kleine rollen. Lanchester werd tweemaal genomineerd voor de Oscar voor beste vrouwelijke bijrol. Ze verscheen in totaal in twaalf films samen met Laughton, de laatste keer in Billy Wilders misdaadfilm Witness for the Prosecution (1957).
In 1962 overleed Charles Laughton. In 1964 speelde Lanchester in de Disney-film Mary Poppins. Een van haar laatste rollen was in Murder by Death uit 1976.
Lanchester overleed in 1986 op 84-jarige leeftijd aan de gevolgen van een longontsteking.

## Filmografie (selectie)
- 1933 - The Private Life of Henry VIII (Alexander Korda)
- 1935 - David Copperfield (George Cukor)
- 1935 - Naughty Marietta (Robert Z. Leonard en W.S. Van Dyke)
- 1935 - Bride of Frankenstein (James Whale)
- 1935 - The Ghost Goes West (René Clair)
- 1936 - Rembrandt (Alexander Korda)
- 1941 - Ladies in Retirement (Charles Vidor)
- 1942 - Son of Fury: The Story of Benjamin Blake (John Cromwell)
- 1942 - Tales of Manhattan (Julien Duvivier)
- 1943 - Forever and a Day (Edmund Goulding, Cedric Hardwicke en anderen)
- 1943 - Lassie Come Home (Fred M. Wilcox)
- 1946 - The Spiral Staircase (Robert Siodmak)
- 1946 - The Razor's Edge (Edmund Goulding)
- 1947 - Northwest Outpost (Allan Dwan)
- 1947 - The Bishop's Wife (Henry Koster)
- 1948 - The Big Clock (John Farrow)
- 1949 - Come to the Stable (Henry Koster)
- 1949 - The Inspector General (Henry Koster)
- 1950 - Mystery Street (John Sturges)
- 1952 - Les Misérables (Lewis Milestone)
- 1954 - Hell's Half-Acre (John H. Auer)
- 1955 - The Glass Slipper (Charles Walters)
- 1957 - Witness for the Prosecution (Billy Wilder)
- 1958 - Bell, Book and Candle (Richard Quine)
- 1964 - Honeymoon Hotel (Henry Levin)
- 1964 - Mary Poppins (Robert Stevenson)
- 1969 - Me, Natalie (Fred Coe)
- 1976 - Murder by Death (Robert Moore)

## Nominaties voor deOscar voor beste vrouwelijke bijrol
- 1950 - Come to the Stable
- 1958 - Witness for the Prosecution

## Publicaties
- Elsa Lanchester: Charles Laughton and I, San Diego, California: Harcourt, Brace Jovanovich, 1938
- Elsa Lanchester: Elsa Lanchester Herself, New York: St. Martin's Press, 1984 (autobiografie)

- Biblioteca Nacional de España: XX1167974
- Bibliothèque nationale de France: cb14196166d (data)
- Gemeinsame Normdatei: 134438841
- International Standard Name Identifier: 0000 0001 1470 5480
- Library of Congress Control Number: n82144403
- MusicBrainz: b1fa638a-53be-4c0b-9237-3d87543ae36c
- Nationale Bibliotheek van Tsjechië: pna2004261722
- Nationale Bibliotheek van Israël: 987007461215505171
- Nederlandse Thesaurus van Auteursnamen: 07079507X
- LIBRIS: 235412
- SNAC: w6rx9vq4
- Système universitaire de documentation: 059744197
- Trove: 1284256
- Virtual International Authority File: 34668104
- WorldCat: E39PBJqFTxkxjjgxCqjTYQjt8C